# Epidendrum ellipticum
Epidendrum ellipticum är en orkidéart som beskrevs av Robert Graham. Epidendrum ellipticum ingår i släktet Epidendrum och familjen orkidéer. Inga underarter finns listade i Catalogue of Life.